# Loupes
Loupes ist eine französische Gemeinde mit 940 Einwohnern (Stand 1. Januar 2022) im Département Gironde in der Region Nouvelle-Aquitaine. Die Gemeinde liegt im Einzugsgebiet der Stadt Bordeaux und gehört zum Kanton Créon im Arrondissement Bordeaux. Ein wichtiger Erwerbszweig in Loupes ist der Weinbau.

## Geografie
Loupes liegt im Südwesten Frankreichs im Gebiet Entre deux mers zwischen den Flüssen Garonne und Dordogne, 16 Kilometer östlich von Bordeaux, der Hauptstadt der Region Aquitanien, und 5,2 Kilometer nordwestlich vom Kantonshauptort Créon, auf einer mittleren Höhe von 75 Metern über dem Meeresspiegel. Die Ortschaft ist von den Nachbargemeinden Bonnetan, Lignan-de-Bordeaux, Le Pout und Camarsac umgeben. Das Gemeindegebiet hat eine Fläche von 4,87 Quadratkilometern.

## Bevölkerungsentwicklung
| Jahr                       | 1962 | 1968 | 1975 | 1982 | 1990 | 1999 | 2009 | 2017 |
| Einwohner                  | 141  | 171  | 239  | 291  | 348  | 442  | 644  | 795  |
| Quellen: Cassini und INSEE |      |      |      |      |      |      |      |      |

## Sehenswürdigkeiten

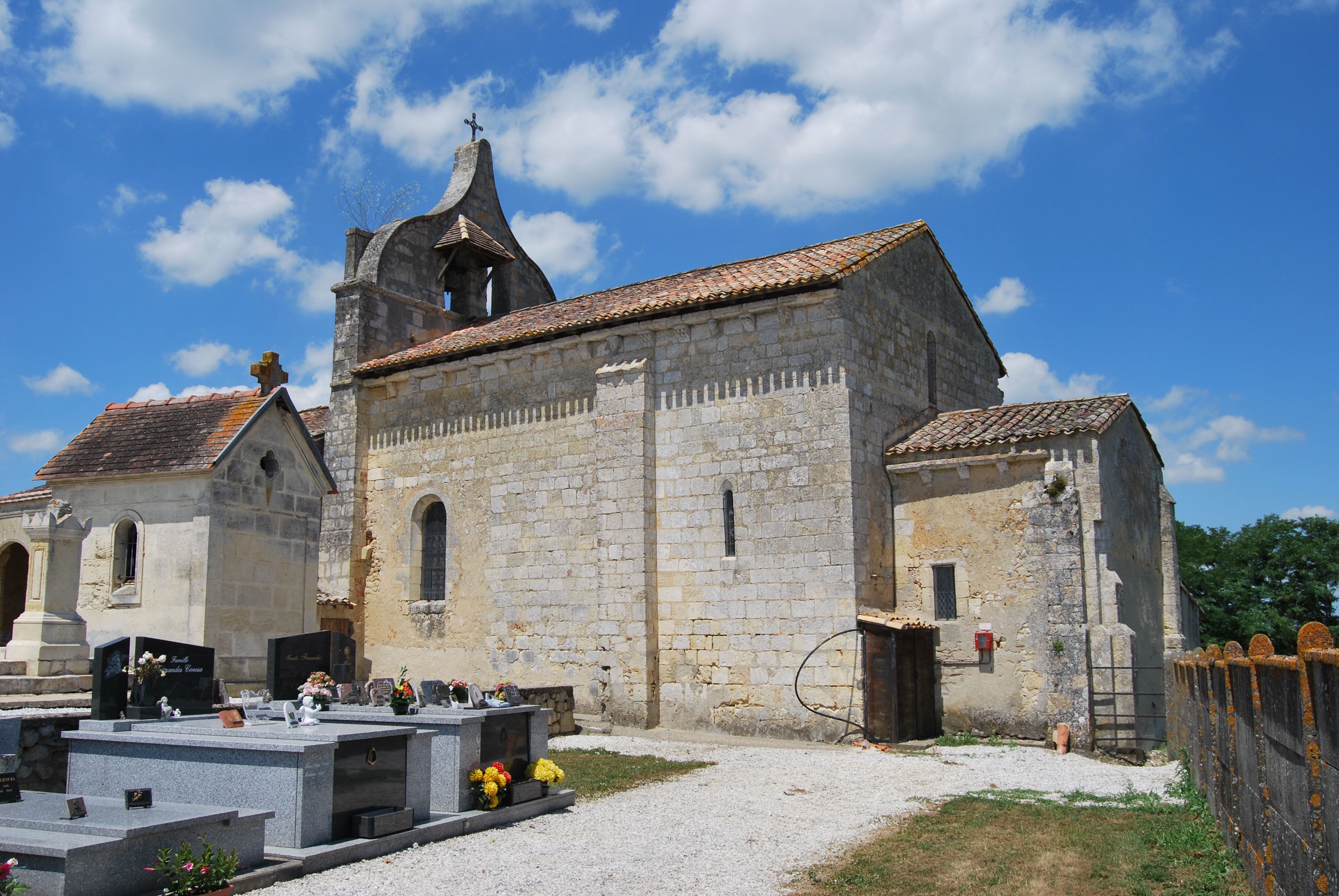
Kirche Saint-Étienne

Die romanische Pfarrkirche Saint-Étienne wurde im 13. oder 14. Jahrhundert erbaut. An der Ostseite wurde im 17. Jahrhundert eine Sakristei angebaut. Der Kirchturm stammt aus dem Jahr 1764. Im 19. Jahrhundert wurden Restaurierungsarbeiten durchgeführt.
Das Weingut im Weiler Rocheran wurde im 17. Jahrhundert erbaut, das Wohnhaus stammt aus dem 18. Jahrhundert. Ein Tabaktrockenschuppen wurde 1857 errichtet. Das Gut Maledent wurde gegen Ende des 17. oder zu Beginn des 18. Jahrhunderts erbaut. Gegen Ende des 18. Jahrhunderts wurde es durch den Bau eines neuen Wohngebäudes vergrößert. Das Schloss Lartigue wurde wahrscheinlich in der ersten Hälfte des 19. Jahrhunderts erbaut.

## Wirtschaft
Das Unternehmen Château Beaulé La Guillaumette besitzt ein Weingut in Loupes (La Guillaumette) und eins in Pompignac (Beaulé). In Loupes befinden sich außerdem die Weinkellerei und ein Verkaufslokal. Die Weinberge auf dem Gemeindegebiet von Loupes, Pompignac und Bonnetan haben eine Fläche von 48 Hektar, 45 Hektar davon werden für den Anbau von roten Merlot und Cabernet Sauvignon Rebsorten genutzt. Der Boden des Weinbergs in Loupes ist besonders silikatreich. Der Rotwein des Unternehmens heißt Chateau La Guillaumette und hat die Herkunftsbezeichnung Bordeaux Supérieur der Weißwein Chateau La Guillaumette hat die Herkunftsbezeichnung Entre deux mers oder Bordeaux. Für seine Herstellung werden hauptsächlich Sauvignon Blanc-Trauben verwendet.